# Nhambikuara cerradensis
Nhambikuara cerradensis – gatunek motyli z rodziny rusałkowatych i podrodziny oczennicowatych. Endemiczny dla Brazylii. 

## Taksonomia
Gatunek ten opisany został po raz pierwszy w 2018 roku przez André V.L Freitasa, Eduarda Barbosę i Thamarę Zaccę na łamach „Revista Brasileira de Entomologia” w publikacji współautorstwa Maria A. Marina, Mariny Beirão, André R.M. Silvy, Mirny M. Casagrande, Marianne Espeland i Keith Willmott. Jako lokalizację typową wskazano Serra do Cipó w Santana do Riacho na terenie brazylijskiego stanu Minas Gerais. Epitet gatunkowy pochodzi od ekoregionu cerrado, w którym występuje ów motyl. Wyznaczony został gatunkiem typowym rodzaju.

## Morfologia
Głowa jest ciemnobrązowa z kasztanowymi oczami, zmieszanymi łuskami jasnobrązowymi i kremowymi na czole, zapoliczkach i zakrzywionych ku górze głaszczkach wargowych. Czułki są brązowe z ciemniejszym szczytem i białymi łuskami po bokach nasad poszczególnych członów.
Na wierzchu tułowia występują łuski brązowe, a na spodzie pomieszane brązowe i kremowe. Skrzydło przednie osiąga od 17 do 19 mm długości u samców i od 19 do 21 mm u samic. Wierzch skrzydeł obu par jest brązowy z ciemnobrązowymi liniami submarginalną i marginalną oraz jasnobrązowym rejonem przykrawędziowym, pozbawiony plamek ocznych. Skrzydło przednie ma spód jasnobrązowy z czterema równoległymi brązowoochrowymi liniami i dwoma małymi plamkami ocznymi w polu submarginalnym. Skrzydło tylne ma spód jasnobrązowy z czterema równoległymi brązowoochrowymi liniami i sześcioma dwuźrenicowymi plamkami ocznymi w polu submarginalnym; plamki te są silnie rozwinięte u formy latającej w porze deszczowej, a mocno zredukowane u formy latającej w porze suchej. Na odnóżach przemieszane są łuski kremowe i beżowe.
Na wierzchu odwłoka występują łuski brązowe, a na spodzie pomieszane brązowe i kremowe. Genitalia samicy cechują się połowicznie zesklerotyzowanym i niezlanym z bocznymi wypustkami płytki antewaginalnej ósmym tergitem, prawie trzykrotnie dłuższą niż szeroką sterygmą, parą znamion po grzbietowej stronie torebki kopulacyjnej oraz błoniastym przewodem tejże torebki zaopatrzonym w półpierścieniowatą sklerotyzację. Genitalia samca charakteryzują się walwą o prawie trójkątnych żeberkach i silnie piłkowanej części grzbietowo-wierzchołkowej, prostym unkusem, dwukrotnie dłuższym od walwy wyrostkiem przednim sakusa, silnie zakrzywionym ku górze przodem edeagusa oraz wydłużonymi łatkami cierni.

## Ekologia i występowanie
Owad ten zasiedla otwarte tereny cerrado. Osobniki dorosłe najaktywniejsze są w godzinach rannych. Latają nisko, rzadko wznosząc się wyżej niż półtora metra ponad gruntem. Żerują na przejrzałych owocach, gnijących szczątkach roślinnych i odchodach zwierząt.
Gatunek neotropikalny, południowoamerykański, endemiczny dla Brazylii. Znany jest ze stanów Maranhão, Ceará, Bahia, Goiás, Dystrykt Federalny, Mato Grosso, Mato Grosso do Sul, Minas Gerais i São Paulo. 